# Rosario Dolcet Martí
Rosario Dolcet (o Dulcet) Martí (Villanueva y Geltrú, 2 de febrero de 1881 – Carcasona, 27 de octubre de 1968), fue una militante anarcosindicalista española, exiliada por la dictadura franquista.

## Biografía
Era hija de Jaume Dolcet, un republicano federal que la envió a una escuela donde tuvo como profesora a la librepensadora Teresa Mañé Miravet (madre de Federica Montseny), quien a base de lecturas la introdujo en el anarquismo. Con 14 años, entró a trabajar en una fábrica textil de Villanueva y Geltrú y se afilió a la Federación de las Tres Clases de Vapor, sociedad obrera constituida en 1869 y que en 1913 se integraría en la CNT.
Dolcet se fue a Sabadell, donde militó en la Federación Obrera Sabadellense, pero debido a su participación activa en la huelga de tejedores de 1913, donde organizó asambleas, tuvo que irse a Francia. Establecida en la comuna francesa de Sète, durante la Primera Guerra Mundial, hizo propaganda antimilitarista, razón por la cual tuvo que huir unos años a Montpellier. En 1917, se estableció en Barcelona donde participó activamente en la campaña de la CNT por el abaratamiento de los alimentos y contra la especulación por las exportaciones a los países beligerantes dentro de la huelga general revolucionaria de aquel año. Participó en manifestaciones de mujeres que asaltaban los comercios, y destacó en un mitin en el Centro Republicano del Arrabal donde incitó los presentes a abandonar los partidos y a integrarse en organizaciones obreras para destruir el capitalismo y el Estado. A pesar de que militaba en el Sindicato del Textil del Hoyo, en 1918 participó en mítines de la CNT de Tarragona.
Durante la década de 1920, participó en numerosos actos de la CNT y acogió en su casa represaliados de Severiano Martínez Anido, con uno de los cuales, Marcelino Silva, se unió. Durante la dictadura de Primo de Rivera fue detenida dos veces por incitación a la rebelión y reparto de propaganda. Huyó a Tarragona, donde fue acogida por los militantes Hermós Plaja i Salón y Carme Tabicas Sans, con quien continuó las tareas de propaganda.
Proclamada la Segunda República Española participó con Pepita Not o Libertad Ròdenas en charlas en el Ateneo de Madrid para denunciar la persecución de los dirigentes anarcosindicalistas y organizar la solidaridad con los presos. En 1933, fue delegada del Pleno Regional de la CNT. Durante los primeros años de la guerra civil española hizo giras de propaganda y colaboró con diferentes colectividades campesinas. Su compañero Marcelino Silva fue asesinado por comunistas durante los hechos de mayo de 1937. Al acabar la guerra civil española se exilió en Francia. En octubre de 1948, participó como delegada de la Federación Local de Marseillette en el II Congreso del Movimiento Libertario Español en Toulouse. Más tarde se instaló en Carcasona donde militó en la Federación Local de la CNT hasta su muerte. Se negó a aprender francés en protesta por el tratamiento sufrido por los exiliados españoles por parte de Francia y escribió artículos en la publicación anarquista para mujeres Alejandra. Murió atropellada por un automóvil en Carcasona el 27 de octubre de 1968.